# Frontière entre la Géorgie et la Russie

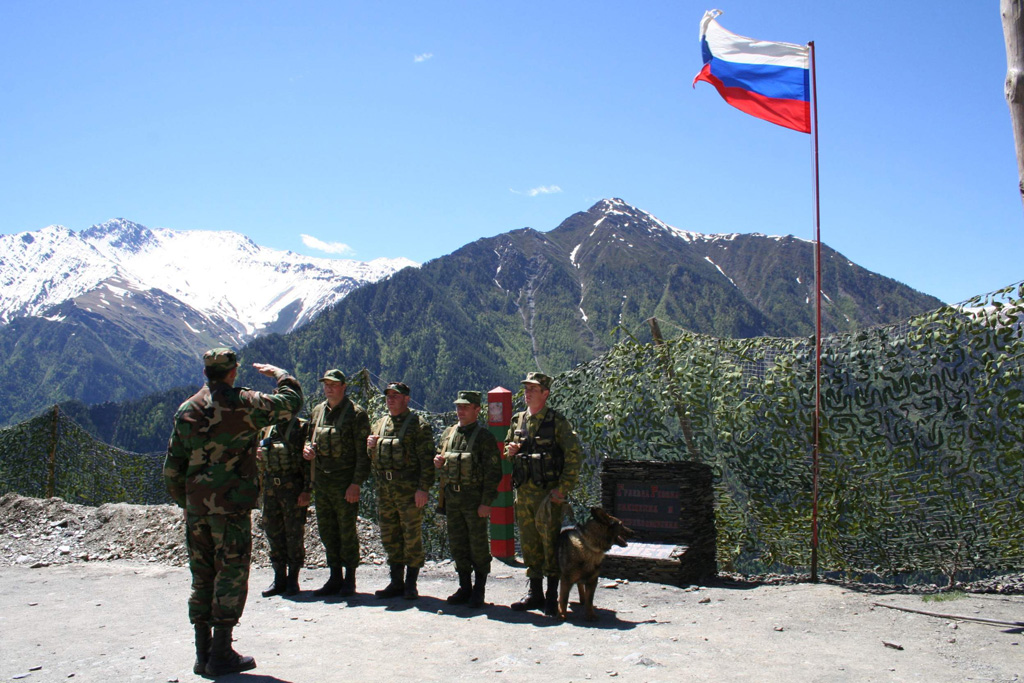
Un poste frontière dans le village de Khushet, au Daghestan, à la frontière russo-géorgienne.

La frontière entre la Géorgie et la Russie est la frontière séparant la Géorgie et la Russie. Les sections de la frontière séparant la Russie, l'Ossétie du Sud et l'Abkhazie ne se trouve plus de facto sous contrôle des autorités géorgiennes depuis la déclaration de l'indépendance de ces deux républiques.